# Кашеварова, Анастасия Валерьяновна
Анастаси́я Валерья́новна Кашева́рова (настоящая фамилия Дубняк; род. 27 января 1988, с. Кинель-Черкассы, Куйбышевская область, РСФСР, СССР) — российская журналистка, телеведущая, пропагандистка. Основательница журнала Daily Storm и издания This is Media, учредительница медиахолдинга «ОрденФеликса», в который входят оба издания.

## Биография
В 18-летнем возрасте работала в идеологическом отделе партии ЛДПР. Работала в интернет-издании Life с 2007 по 2017 год, после ухода основала журнал Daily Storm. С 2011 по 2014 год занимала должности редактора отдела политики и заместителя главного редактора газеты «Известия». В 2016 году стала членом секретариата Союза журналистов России. В 2019 году покинула должность руководителя журнала Daily Storm и заняла должность советника председателя Государственной думы РФ Вячеслава Володина по вопросам общения со СМИ, а также стала одной из руководителей медиахолдинга на основе парламентского телеканала «Дума ТВ». В 2020 году покинула эти должности. С 2019 по 2021 год вела колонку в издании «Ридус». В 2020 году представлялась под фамилией Старостина, после чего в том же году вернула фамилию Кашеварова. Занимала должность заместителя руководителя центрального аппарата ЛДПР с 15 ноября 2022 года по 24 января 2023 года.
Является учредителем ООО «ОрденФеликса», куда входят журнал Daily Storm и веб-портал This is Media. За 2021 год прибыль компании составила 6,882 млн рублей, выручка — 37,367 млн рублей.
В июле 2022 года вела программу «РЭБ» (Радиоэлектронная борьба) на «Первом канале» с соведущим Александром Смолом. Вышло всего два выпуска программы, после чего она закрылась.
Поддержала вторжение России на Украину, приняла участие в качестве одной из трёх ведущих пропагандистского шоу «Подруги Зет» в поддержку нападения на Украину.

## Критика
В 2014 году издание The Insider обвинило Анастасию Кашеварову в заказной кампании против заместителя мэра Москвы по вопросам региональной безопасности и информационной политики Александра Горбенко и заместителя руководителя Роспечати Владимира Григорьева, а также на депутата Илью Пономарёва и некоторых соратников Алексея Навального.
24 июля 2015 года в газете «Известия» вышла заметка Анастасии Кашеваровой «Структуры Фонда Сороса „зашли“ в российские библиотеки», посвящённой работе института «Открытое общество» и изданных им книгах Джона Кигана и Энтони Бивора. Журнал «Такие дела» обнаружил, что этот материал практически целиком основан на статьях об историках из «Википедии» и приведённых в них цитатах критиков. При этом, формулировки из этой статьи потом ещё возникли в приказе Минобразования Свердловской области, потребовавшего изъять из библиотек книги британских историков.
Журналист Олег Лурье в 2016 году обвинил Кашеварову в непрофессионализме из-за неразборчивости в публикациях статей на тему политики.